# Parti ouvrier social-démocrate (Luxembourg)
Pour les autres articles nationaux ou selon les autres juridictions, voir Parti ouvrier social-démocrate.
Le Parti ouvrier social-démocrate (en luxembourgeois : Sozialdemokratesch Aarbechterpartei) est un ancien parti politique luxembourgeois. 
L'aile gauche du Parti social-démocrate se sépare en 1903, 1904, ou 1905, pour créer le Parti ouvrier social-démocrate, tandis que le Parti social-démocrate s'allie à la Ligue libérale au sein du bloc des gauches pour réformer le système éducatif et réduire l'influence de l'Église, avant de se réunir à nouveau en 1912. 

## Historique
Il est cofondé par Jean Schaack-Wirth et Jacques Thilmany (lb), qui à partir de 1903 sont également les rédacteurs du journal Der arme Teufel (lb).
Le parti ouvrier est un parti marxiste et plus radical que le Parti social-démocrate alors sous la direction de Michel Welter. On l'accuse de s'intéresser davantage au travail parlementaire plutôt que de s'occuper à contrer la Ligue libérale. Les fondateurs du parti ouvrier souhaitent également se syndiquer.
En tant que parti unique, il fait campagne pour le suffrage universel en 1905 et, notamment, pour le suffrage universel féminin, en déposant une pétition au Parlement.
En 1912, le président du Parti social-démocrate, Jean Schortgen (lb) et le président du Parti ouvrier social-démocrate, Jean Schaack-Wirth, ont tenté de réunir les deux partis. Le fractionnement ne faisant qu'affaiblir le mouvement des travailleurs. La fusion est annoncée dans le journal du 31 mars :
« Die am vergangenen Sonntag [...] in Luxemburg zusammengetretenen Parteileitungen der sozialdemokratischen Partei und der sozialdemokratischen Arbeiterpartei Luxemburgs haben einstimmig folgenden Beschluss gefaßt, der heute gleichzeitig im "Escher Journal" und im "Armen Teufel" veröffentlicht wird:
"Die Mitglieder der sozialdemokratischen Arbeiterpartei treten in die sozialdemokratische Partei Luxemburgs ein. Die Mitglieder der früheren sozialdemokratischen Arbeiterpartei, soweit sie in Esch und Umgegend wohnhaft sind, konstituieren sich sofort als Escher Sektion der sozialdemokratischen Partei Luxemburgs. Alle Escher Genossen werden hiermit aufgefordert, der Escher Sektion der sozialdemokratischen Partei Luxemburgs beizutreten u. sich dieserhalb an den provisorischen Vorsitzenden Gen. Schaack-Wirth, Stadtrat in Esch wenden zu wollen. »
— Jean Schortgen et Jean Schaack-Wirth, Article du 31 mars 1912 publié dans le journal Der arme Teufel.

« Les chefs de file du Parti social-démocrate et du Parti ouvrier social-démocrate du Luxembourg, qui se sont réunis dimanche dernier […] à Luxembourg, ont adopté à l'unanimité la résolution suivante, qui est publiée simultanément dans le Escher Journal et dans le Armen Teufel : « Les membres du Parti ouvrier social-démocrate adhèrent au Parti social-démocrate luxembourgeois. Les membres de l'ancien Parti ouvrier social-démocrate, dans la mesure où ils résident à Esch et dans ses environs, se constituent immédiatement en section eschoise du Parti social-démocrate du Luxembourg. Tous les camarades sont invités à rejoindre la section eschoise du Parti social-démocrate du Luxembourg et à s'adresser au président provisoire, le général Schaack-Wirth, conseiller communal à Esch ». »
— Article du 31 mars 1912 publié dans le journal Der arme Teufel.